# Olympische Winterspiele 1976/Teilnehmer (Belgien)
| Gelbes Symbol für Goldmedaillen mit stilisierten Olympischen Ringen | Graues Symbol für Silbermedaillen mit stilisierten Olympischen Ringen | Braundes Symbol für Bronzemedaillen mit stilisierten Olympischen Ringen |
| ------------------------------------------------------------------- | --------------------------------------------------------------------- | ----------------------------------------------------------------------- |
| —                                                                   | —                                                                     | —                                                                       |

Für Belgien nahmen an den Olympischen Winterspielen 1976 im österreichischen Innsbruck vier Sportler, drei Männer und eine Frau, in zwei Sportarten teil.
Seit 1924 war es die zehnte Teilnahme Belgiens bei Olympischen Winterspielen.

## Teilnehmer nach Sportarten

### Eisschnelllauf(2)
Frauen
- Linda Rombouts
500 m (Platz 27)
1500 m (Platz 26)
3000 m (Platz 26)

Männer
- Gilbert Van Eesbeeck
1500 m (Platz 28)
5000 m (Platz 30)

### Ski Alpin(2)
Männer
- Robert Blanchaer
Abfahrt (Platz 45)
Riesenslalom (Platz 40)
Slalom (DNF)

- Didier Xhaet
Abfahrt (Platz 43)
Riesenslalom (DNF)
Slalom (DNF)